# Дурень
«Ду́рень» — девятый студийный альбом русской рок-группы «Алиса». Процесс записи проходил в Москве на студии Павла Слободкина «P.S.» в период с ноября 1996 года по конец марта 1997 года. Название «Дурень» Константину Кинчеву посоветовал его друг — лидер группы Калинов мост Дмитрий Ревякин.
В 1997 году был выпущен на лейбле «Экстрафон» корпорации «Райс-ЛиС’С», и в 2009 году вместе с остальными альбомами группы был переиздан на лейбле REAL Records.
Из всех композиций альбома наибольшую известность приобрела «Трасса Е-95». На песню был снят видеоклип, режиссёром которого стал Андрей Лукашевич.

## Запись и выход альбома
Алиса приступила к записи альбома в ноябре 1996 года. У работы было и три других возможных названия — «Звезда свиней» (в связи с выборами 1996 года), «Печать зверя» (по одноимённой песне) и «Дурак» (по песне «Дурак и Солнце»). По словам Константина Кинчева, изначально альбом планировался не таким, каким он стал в итоге: даже подборка композиций должна была быть другой.
Запись осуществлялась в Москве на новой хорошо оборудованной студии Павла Слободкина. Программа была уже наиграна, но случилось непредвиденное обстоятельство — гитарист Андрей Шаталин попал в больницу. Альбом записывался последовательно: сначала барабаны с бас гитарой, потом гитары, вокал и остальные инструменты.
Над звуком работали Ю.Шлапаков, П.Самойлов, А.Худяков и В.Ключников, ответственным за мастеринг стал О.Тимофеев, а инжиниринг проводился С.Стеценко, В.Гринбергом и Д.Комаровым.
По словам Андрея Худякова, по первым результатам сведения Константина Кинчева не устроил общий звук, так как в нём не чувствовалась энергетика группы. После этого вносились многочисленные правки, и конечный результат сильно отличался от первого студийного сведения, и по мнению звукорежиссёра — в лучшую сторону.
Во время работы была сделана попытка создать альбом, который был бы адаптирован для комфортного восприятия в любом формате.
При записи партий баса использовался хорус, что было нехарактерно для группы.
Запись закончилась в конце марта 1997 года. Выходу альбома предшествовал тур «Рок-н-ролл — это не работа» по городам европейской части России, Урала и Сибири. 1 ноября 1997 года на Малой спортивной арене в Лужниках в Москве и 19, 20 декабря во ДС «Юбилейный» в Санкт-Петербурге прошли концерты-презентации.
Почти одновременно с «Дурнем» Алиса выпустила концертный альбом «Пляс Сибири на берегах Невы». В этот период (начиная с февраля 1997 года) в составе Алисы играл Александр Пономарёв (бывший гитарист магаданской группы Восточный синдром). При сведении концертного альбома на студии «Добролёт» с группой познакомился гитарист группы НЭП Евгений Лёвин, впоследствии занявший место ритм-гитариста. За всю историю группы Алиса, он стал первым музыкантом, имеющим консерваторское образование.

## Список композиций
| №  | Название                      | Автор(ы)                          | Длительность |
| -- | ----------------------------- | --------------------------------- | ------------ |
| 1. | «Печать зверя»                | Константин Кинчев                 | 4:43         |
| 2. | «Всё решено»                  | Константин Кинчев                 | 3:46         |
| 3. | «Дурак и Солнце»              | Константин Кинчев                 | 8:34         |
| 4. | «Мама»                        | Константин Кинчев                 | 6:46         |
| 5. | «Пляс Сибири»                 | Константин Кинчев                 | 4:12         |
| 6. | «Rock-n-roll — это не работа» | Константин Кинчев                 | 4:14         |
| 7. | «Осеннее солнце»              | Андрей Шаталин, Константин Кинчев | 7:33         |
| 8. | «Трасса Е-95»                 | Константин Кинчев                 | 3:36         |
| 9. | «Синий дым»                   | Константин Кинчев                 | 6:26         |

- «Печать зверя» была написана 27 ноября 1994 года, в Новосибирске в гостинице «Сибирь»[7]. Впервые песня была исполнена в акустическом варианте во время передачи «Давай!» на радио Максимум (1995 год). В этом же году она была выпущена в концертном альбоме «Алиса на Шаболовке». Также концертную запись песни можно услышать в альбоме «Пляс Сибири на берегах Невы».

Константин Кинчев сказал, что в этой песне он с самых первых аккордов заявляет о своей позиции — что для него есть добро, и что — зло. Также он добавил, что музыкальная форма состоит из очень жёсткого риффа и достаточно мрачного темпа: «то есть она по-хорошему тяжёлая».
- «Всё решено» была написана 7 сентября 1995 года на улице Народного Ополчения[7]. Константин Кинчев прокомментировал, что «Печать зверя» — можно считать увертюрой, а «Всё решено» — началом действия[7]. В ней лидер группы Алиса зовёт «туда, где небо веткой бьёт в окно» от мрака, который присутствует в этой жизни, на Земле[7]. Концертный вариант песни вошёл в альбом «Пляс Сибири на берегах Невы».
- «Дурак и Солнце» была написана 28 октября 1994 года в Санкт-Петербурге в гостинице «Октябрьская»[7]. Концертные исполнения песни можно услышать на дисках «Пляс Сибири на берегах Невы», «Звезда по имени Рок» и коллекционном издании «Мы вместе XX лет».

На вопрос о том, кем для него является «дурень» Константин Кинчев ответил так:

«Человек не от мира сего, традиционный персонаж русской сказочной традиции. С точки зрения мирской морали он, естественно, дурак, потому что не стремится делать себе карьеру, не ищет себе богатства и сытого благополучия, а лезет на битву с драконами, чтобы спасти невинно пострадавшую девушку. Или почему-то вдруг женится на говорящей лягушке… Да, казалось бы, дурень странно относится к миру. Но в нашей традиции он всегда был человеком, отстаивающим такие верные и, соответственно, востребованные русским сердцем ценности как доброта, честность, справедливость и добро. Недаром в наших сказках Иванушка-дурачок часто становится царевичем, потому что добро в сказках всегда побеждает. Поэтому мне очень близок этот образ».

- «Мама» была написана осенью 1992 года на улице Народного Ополчения[7]. Она появилась как реакция на заявления политиков вроде «Россия умерла», «спасите Россию» и так далее[7].

«Я родился и рос всегда с чувством Родины, безмерной любви к ней. Получается довольно высокопарный слог, но это действительно так. Я полностью принадлежу корням, ощущаю связь со своей землёй и никакой другой земли мне не надо. Какой должна быть Россия — не знаю… В песне „Мама“ у меня об этом строчки — „Мы ж младенцы все у неё на груди, сосунки, щенки — нам ли мамку спасать…“»
Концертные исполнения песни вошли в альбомы «Алиса на Шабаловке», «Пляс Сибири на берегах Невы» и «Мы вместе XX лет».
- «Пляс Сибири» была написана с 3 по 7 декабря 1994 года в поезде (Улан-Удэ — Хабаровск)[7]. Впервые была исполнена в Санкт-Петербурге (ДК Пищевиков) на концерте 15 сентября 1995 года[7].

«Эта песня написана после ощущения… то есть я люблю вообще Сибирь и очень много по ней проехался с концертами, и это вот в общем-то она и написана Сибирью, моими ощущениями этой земли. Очень тёплой, если ты попадаешь в круг общения, потому что общение очень душевное, горячее. И один неверно сделанный шаг, Сибирью превращается в пляс — это, что значит, это неверно сделанный шаг — и ты лишаешься этой теплоты, этого круга общения с его теплотой и оказываешься на диком морозе, где только одно — двигаться, и отогреть друг друга, и поддержать друг друга. И братство сибирское несоизмеримо с тусовочной Москвой, допустим…»

Однажды на перегоне Новокузнецк-Тайга на середине пути сломался автобус, на котором ехали участники группы. На улице был мороз — минус тридцать градусов, и, чтобы как-то согреться музыкантам, пришлось прыгать вокруг костра в течение 5 часов.
В студийной версии присутствует тувинское горловое пение, исполненное Альбертом Кувезиным, лидером тувинской этнической рок-группы Yat-Kha.
Концертный вариант песни можно услышать в альбоме «Пляс Сибири на берегах Невы».
- «Rock-n-roll — это не работа» была написана 18 мая 1995 года в Санкт-Петербурге в гостинице «Октябрьская»[7]. Впервые была исполнена на концерте в Санкт-Петербурге в ДС Юбилейном 20 мая 1995 года[7].

«Нельзя любимое дело, которым я занимаюсь, мы занимаемся, уже много-много лет, назвать работой потому, что там где появляется работа, там перестаёт быть рок-н-ролл, ты начинаешь всё больше и больше внимания обращать на маркетинг, на то, что кому понравится, и незаметно для себя сваливаешься в терминологию „схавают — не схавают“. Я категорически против этого и утверждаю, что Рок-н-ролл — это не работа, Рок-н-ролл — это прикол. Как только прикол перестаёт быть, как только ты перестаёшь радоваться тому, что творится на земле и радоваться тому, что ты делаешь, получать удовольствие от того дела, которое ты выбрал на этом небольшом отрезке пути на земле, который тебя сподобил Господь пройти, так сразу Рок-н-ролл перестаёт быть Рок-н-роллом, он уходит куда-то. В другие сердца, в другие души. Мы заявляем, что Рок-н-ролл — это не работа.»

На концертах в 2008 году и 2009 году Константин Кинчев исполнял куплет, который не вошёл в запись в альбоме: «В голове две мысли,/Да и те прокисли:/С кем вчера сидели,/И кто дал нам этот план?/Где найдёшь, там потеряешь,/А встретишь не узнаешь./Вот такая тема,/Вот такой капкан!».
- «Осеннее солнце» — это песня «Только этот день» из альбома «Шестой лесничий» в новой аранжировке. Она была написана Константином Кинчевым после смерти его близкого друга Бориса Смолянинова, погибшего от передозировки наркотиков в августе 1986 года.
- «Трасса E-95» была написана 5 октября 1996 года в Рязани (Иваново) в автобусе[7]. Поводом для первого исполнения песни послужил казус на концерте группы в Твери 8 октября 1996 года. У Петра Самойлова лопнула одна из струн на басу, и пока он бегал за кулисы устанавливать новую, Константин Кинчев и Андрей Шаталин исполнили вчера написанную песню.

В песне «Трасса E95» описывается трасса, соединявшая в то время Москву и Санкт-Петербург. Однако вскоре после выпуска альбома европейская нумерация автомобильных дорог была изменена, и ныне этот номер носит трасса, проходящая через Санкт-Петербург, Псков, Витебск, Гомель, Чернигов, Киев, Одессу и Стамбул. Константин Кинчев как будто заранее предвидел эту перемену, написав строчку «ну а пока, там где вечер-туман, ставит на дальний свет, я лечу по своей земле дорогой, которой нет».
Летом 1997 года на песню был снят клип, режиссёром которого стал Андрей Лукашевич. В клипе, помимо Константина Кинчева, снялись его дочь, Валерий Панюшкин, а также машина лидера группы «Алиса» Toyota 4Runner под названием «Чёрный Буйвол». Концертные исполнения песни можно услышать в альбомах «Пляс Сибири на берегах Невы» и «Мы вместе XX лет».
- «Синий дым» была написана 10-11 декабря 1994 года в поезде Хабаровск-Владивосток[7]. Дебют песни состоялся в акустике 16 января 1995 года на Радио Максимум в эфире программы «Давай!»[7]. Впервые была издана в альбоме «Алиса на Шаболовке».

### Константин Кинчев об альбоме в целом
Константин Кинчев в одном из интервью определил концепцию альбома:

 «Основные темы в новом альбоме: дороги, радость от того, что Создатель сподобил явиться на свет, внутренние „запутки“, ощущение того, что грешен по самую макушку, попытка искренне в этом признаться, то бишь исповедаться публично. Не знаю, насколько это удаётся. И вообще, возможно ли, чтобы это удавалось на все сто? Думаю, что нет. Но попытка такая есть. К этому альбому батюшка мне подсказал замечательный эпиграф из Кодекса царя Хаммурапи: „Посмотришь на него — человек как человек, а внутри-город, дымящийся в руинах“. В конце концов, „дурень“ в любой русской сказке превращается в царевича. Иван-дурак всегда на поверку далеко не дурак. Альбом ближе всего по состоянию, по своей идее к самому мощному нашему альбому „Шабаш“».

## Список исполнителей
- Константин Кинчев — музыка и слова, вокал, акустическая гитара;
- Пётр Самойлов — бас, акустическая гитара, перкуссия, голос;
- Андрей Шаталин — гитары;
- Александр Пономарёв — гитары;
- Михаил Нефёдов — барабаны;
- Рушан Аюпов — клавиши, баян;
- Александр Розанов — саксофон, губная гармошка;
- Альберт Кувезин — хомус, yat-kha-вокал.

## Обложка
Основой для оформления обложки стали фотографии, принадлежащие Г. Семёнову, М. Полубояринову, В. Потапову, Е. Лучину, С. Намину и А. Панфиловой. На лицевой стороне буклета изображён Константин Кинчев, погружённый в раздумья и прижимающий руки к своей голове. На обратной стороне (в закрытом состоянии буклета) можно увидеть фотографию группы. Буклет сделан не в форме книжки, а в форме шестилистовой «раскладки». В развёрнутом виде на одной стороне находятся фотографии группы, а на другой — тексты песен.
На диске изображён Константин Кинчев с выставленными вперёд руками, над которыми написано название альбома. При снятии диска на задней части обложки находится эта же фотография на фоне горящего города, а над руками уже написана цитата из кодекса Хаммурапи: «Посмотришь на него — человек как человек, а внутри — город, дымящийся в руинах».
Над дизайном работали В. Гаврилов и П. Семёнов.

## Релизы
Впервые «Дурень» был выпущен в 1997 году на лейбле «Экстрафон» корпорации «Райс- ЛиС’С». К альбому прилагался буклет на 12 страниц. В 2002 году на екатеринбургском заводе «UEP» была сделана допечатка тиража.
29 мая 2009 года «Дурень» был выпущен на лейбле Real Records. В слипкейс вложены: двухсекционный диджипак, буклет на 16 страниц, 3 календаря, 6 односторонних открыток (одна — с перечнем входящих в «Real Collection» изданий и пять — с концертными фотокадрами). Тираж был изготовлен на заводе «Линос» в России. На «Дурне», также как и в остальных альбомах Алисы, выпущенных Real Records в 2009 году, можно увидеть бонусы, составленные из песен из альбомов «Алиса на Шабаловке», «Мы вместе XX лет» и «Звезда по имени Рок».
В 2014 году «Дурень» переиздан Bomba Music на грампластинке, тираж напечатан в Германии.

## Критика
В 2000 году во время интервью на радиостанции Европа плюс Константин Кинчев сказал, что «Дурень» получился «очень выхолощенным и вялым по звуку», поэтому концертный альбом «Пляс Сибири на берегах Невы» компенсирует этот недостаток.
Рикошет характеризовал стиль альбома как помесь Guns N' Roses с Надеждой Бабкиной.
Автор статьи «Солнце за нас!» Егор Дубровский пишет, что «Дурень» — довольно спокойная работа, а также, что песня «Трасса Е-95» сразу же стала национальным хитом.
Алексей Непомнящий в статье «Рок-н-ролл — это не работа» говорит: «…судя по альбомам „Дурень“ и „Солнцеворот“… группа Алиса перешла к новому этапу творчества. Для него характерно более взвешенное и спокойное отношение к окружающему миру. Впрочем, не стоит думать, что у старых волков выпали зубы, и они теперь вынуждены петь колыбельные — это совсем не так. Просто люди повзрослели, и начали петь так, как поют в сорок лет».